# Simona Grozdanovska
Simona Grozdanovska (* 15. April 1988 in Resen) ist eine nordmazedonische Handballspielerin. Die Spielerin, die im rechten Rückraum oder alternativ auf Rechtsaußen spielt, gehört sowohl der Hallen- als auch der Beachhandball-Nationalmannschaft ihres Landes an. Sie besitzt auch die bulgarische Staatsbürgerschaft.

## Hallenhandball
Grozdanovska spielte schon als Fünfzehnjährige in der ersten mazedonischen Liga. Sie begann ihre Karriere 2003 bei ŽRK Tutunski Kombinat Prilep, spielte 2004/05 und dann noch einmal von 2007 bis 2010 für RK Kale Kicevo, das Jahr dazwischen bei ŽRK Ambalaza Kabran. 2009 war sie Torschützenkönigin der ersten mazedonischen Liga. Nach einer letzten Station in Mazedonien bei ŽRK Metalurg in den Jahren von 2010 bis 2014 wechselte sie ins Ausland. 2011 und 2012 war sie mazedonische Meisterin. Nachdem sie zunächst in Griechenland bei PAOK Thessaloniki spielte und 2016 Torschützenkönigin der ersten Liga war, ging Grozdanovska 2016 für eine Saison zu Artsam Koleji Spor Kulübü, danach für ein Jahr zu Polatlı BSK in die Türkei, anschließend in die Schweiz. Dort spielte sie ab Beginn des Jahres 2019 für GC Amicitia Zürich. Nachdem sie mit dem Traditionsverein aus der obersten Liga abgestiegen war, wechselte sie zu Yellow Winterthur, wo sie seitdem aktiv ist. 2021 wurde sie mit 167 Toren in 20 Spielen Torschützenkönigin der Liga, obwohl ihr Verein nur den vorletzten Platz belegte und somit nur knapp den Abstieg vermeiden konnte. 2022 wiederholte sie diesen Erfolg und konnte sogar 230 Saisontore erzielen. Damit verbunden war jeweils die Verleihung des Swiss Handball Awards. Mit ihren mazedonischen Mannschaften spielte Grozdanovska fast jedes Jahr in Europapokal-Wettbewerben, seit dem Wechsel ins Ausland dauerte es bis zur Saison 2022/23 des EHF European Cup, dass sie erneut im Europapokal antreten konnte, scheiterte mit ihrer Mannschaft aber, wenn auch überaus knapp, schon in der ersten ausgespielten Runde an IUVENTA Michalovce aus Slowenien. Mit 13 Treffern war Grozdanovska beste Werferin ihrer Mannschaft in den beiden Spielen.
Als Nationalspielerin war Grozdanovskas erstes Turnier die U-20-Handball-Weltmeisterschaft der Frauen 2008, die im heimischen Mazedonien ausgetragen wurden. Dort belegte sie mit ihrer Mannschaft Platz 18 und war in den Spielen gegen Kroatien und Island mit fünf und sechs erzielten Treffern jeweils die Top-Scorerin Mazedoniens. Mit der A-Nationalmannschaft nahm sie an den Europameisterschaften 2012 teil und kam beim Turnier in Serbien auf den 16. und damit letzten Platz.

## Beachhandball

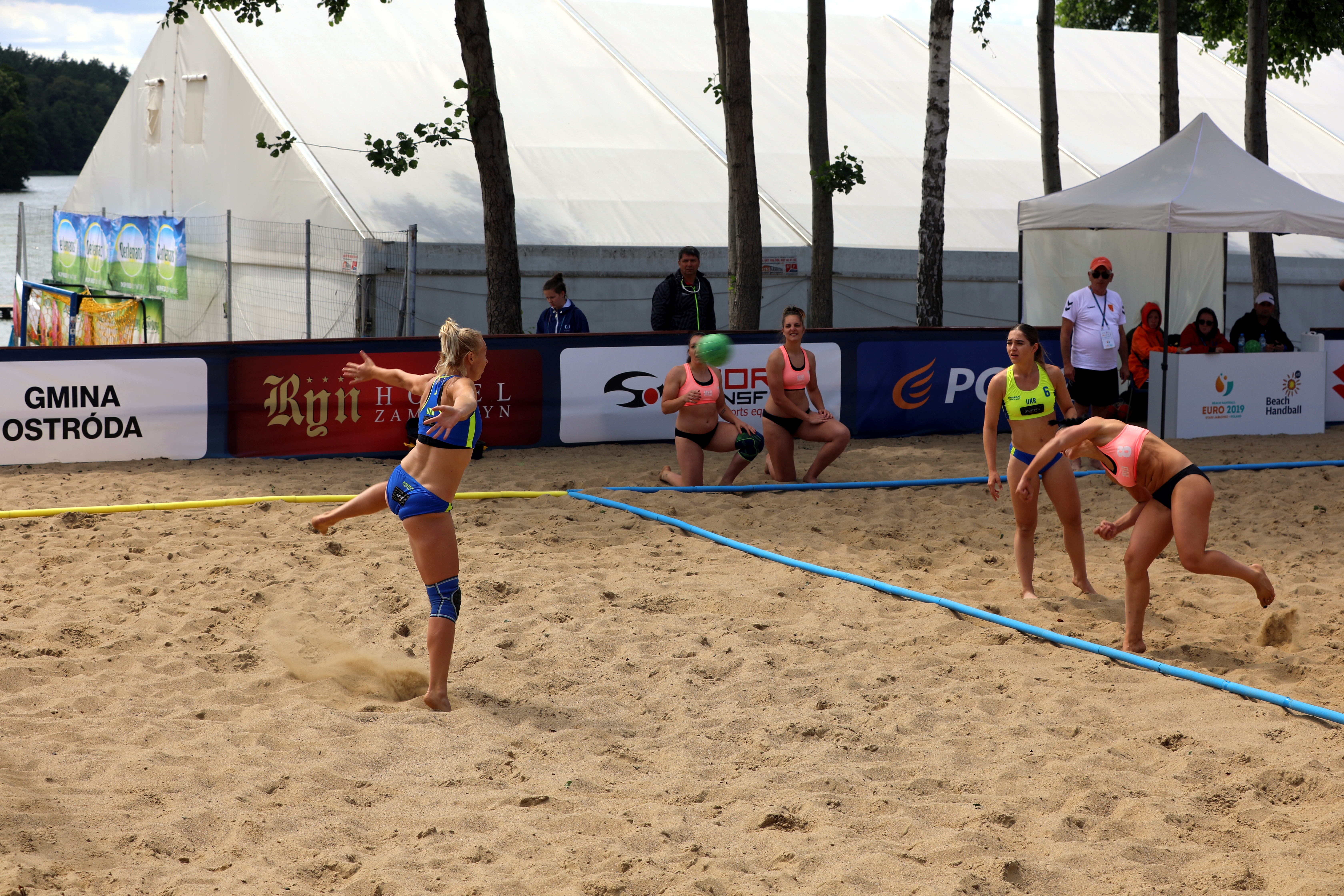
Grozdanovska (rechts, rosa) wirft einen Strafstoß im Vorrundenspiel der EM 2019 gegen das von Tetiana Chorniavska (links, blau) gehütete ukrainische Tor; neben Grozdanovska: Hanna Djablo (grün)

Grozdanovska nahm erstmals bei den Europameisterschaften 2007 an einer internationalen Meisterschaft im Beachhandball teil. Hier erreichte die Mannschaft den sechsten Rang und konnte sich damit für die Weltmeisterschaften 2008 in Cádiz sowie die World Games 2009 in Kaohsiung, Taiwan qualifizieren. Grozdanovska stand bei beiden Turnieren nicht im Aufgebot. Auch bei der EM 2011 stand sie nicht im Aufgebot. Danach nahm Mazedonien über mehrere Jahre nicht mehr an internationalen Meisterschaften teil. Erst 2019 nahm das Land, nun schon im Vorausgriff auf die 2020 erfolgte Umbenennung der Nation als Nordmazedonien startend, an der Europameisterschaft in Stare Jabłonki, Polen, teil und wurde dort unter den 20 teilnehmenden Mannschaften Letzte. Nach 12 Jahren Abstinenz kehrte Grozdanovska für das Turnier wieder in die Nationalmannschaft zurück. Mit 48 erzielten Punkten in neun Spielen war sie nach Aleksandra Borizovska zweitbeste Werferin ihrer Mannschaft und gewann mit dieser zudem die Fair-Play-Wertung.